# Vättis

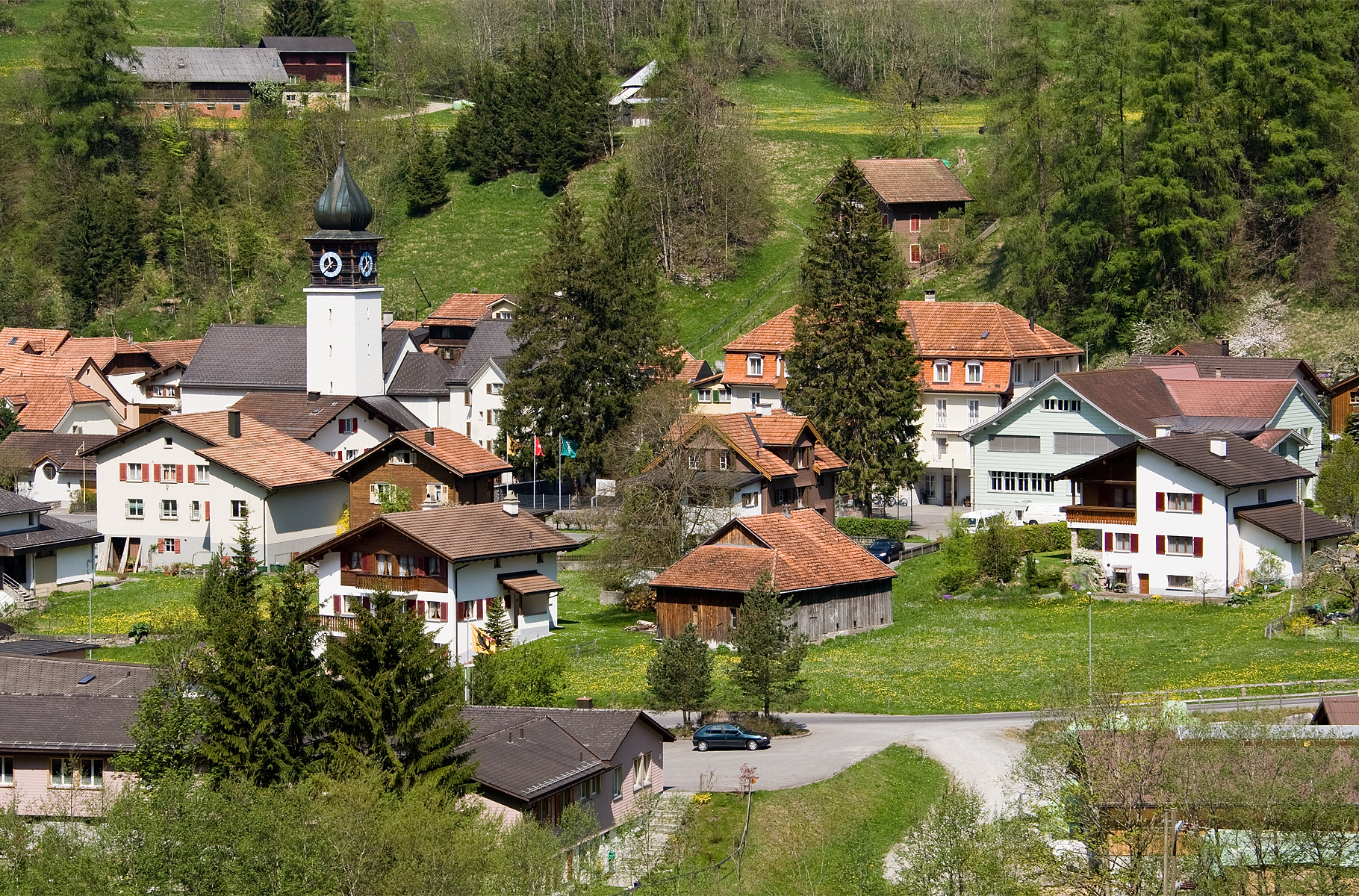
Het centrum van Vättis

Vättis is een dorp in de gemeente Pfäfers in het Zwitserse kanton Sankt Gallen, en maakt deel uit van het district Sarganserland.

## Geografie
Vättis ligt op ca. 940 m. NAP in het Tamina-dal aan de voet van de Calanda (2697 m NAP).
Westelijk van Vättis ligt het Calfeisen-dal met het Gigerwald-stuwmeer. Tezamen met de dorpen Pfäfers, St. Margrethenberg, Vadura, Valens en Vasön maakt Vättis deel uit van de gemeente Pfäfers. Het hooggelegen dal van Vättis ligt in de luwte van de wind uit het westen en uit het oosten en ontvangt daardoor niet zoveel neerslag als andere berggebieden (ca. 1100mm/jaar). Met zijn hoge ligging, boven de nevelgrens, heeft het een aangenaam klimaat met warme zomers, koude winters en veel zon.
Met het zogenaamde "Vättner Venster" wordt bedoeld het oostelijkste verschijnen van het Aaremassief. Meerdere gesteenslagen komen in het dal bij Vättis (bij de Crüzbachtobel) aan de oppervlakte: gneis, kalk, leisteen en zandsteen. Het Vättner Venster maakt deel uit van het Geopark Sarganserland. Ten zuiden van het dorp loopt de dalboden langzaam omhoog tot de Kunkelspas (1375 m NAP) in het aangrenzende Kanton Graubünden.

## Geschiedenis
Het Drachenloch (2427 m NAP), hoog boven Vättis, is de hoogstgelegen prehistorische grot van Europa waar sporen van menselijk leven zijn gevonden. Houtskoolresten, daterend van ca. 50.000 v.Chr. en botten van Holenberen werden in de periode 1917-1923 uitgegraven door Theophill Nigg, onderwijzer in Vättis. In het dorpsmuseum kunnen deze en andere vondsten bezichtigd worden. Uit de romeinse tijd dateren onder andere speerpunten en munten. In die tijd werd de Kunkelspas als verbindingsweg gebruikt tussen Italië en Noord-Europa, omdat het Rijndal met vele moerassen en de meanderende Rijn slecht passeerbaar was.
Rond 730 n.Chr. werd het klooster Fabariensis (later Pfäfers) gebouwd onder de Frankische koningen die meer van dergelijke kloosters bouwden als beveiliging van belangrijke verbindingswegen. Pas in de middeleeuwen wordt het dorp Vethin (later Vättis) schriftelijk genoemd. Uit 1274 stamt een bewijs voor het bestaan van een kerk in Vättis. De huidige kerk St. Anian is in 1695 gebouwd onder de Abt Bonifaz I van Pfäfers. In het Calfeisental werd in 1346 de kleine kerk van St. Martin gebouwd en schriftelijk het bestaan van een Walserdorp aldaar vastgelegd. De Walser waren Duitstalig en stamden uit Wallis (kanton). De laatste permanente bewoning in St. Martin en het Calfeisen-dal was in de zestiende eeuw: klimatologische veranderingen hebben de bewoners gedwongen het dal alleen in de zomer voor beweiding te gebruiken.
In de 18e en 19e eeuw werd aan de voet van de Calanda een koper- en zilvermijn gedreven.
In 1893 werd het klooster van Pfäfers opgeheven en werd de geloofsgemeenschap in Vättis zelfstandig. In de 20e eeuw profiteerde Vättis van het opkomende toerisme en werden meerdere Kuurhotels gebouwd. Sindsdien is het dorp qua aantal inwoners ongeveer gelijk gebleven in tegenstelling tot vele andere bergdorpen waar steeds meer bewoners weggetrokken zijn.
Tegenwoordig vindt een klein deel van de inwoners werk in het dorp in veehouderij, de horeca, de kleine middenstand en de bosbouw en houtverwerking. Het merendeel werkt buiten het dorp in onder andere de stuwwerken, de klinieken Valens en Pfäfers en in het Rijndal.

## Bezienswaardigheden
- Drachenlochmuseum; archeologische vondsten, geologie etc. met incidenteel speciale tentoonstellingen
- Gigerwald stuwdam; 150 meter hoog, waarvan 100 boven de grond
- Drukkerei Parnassia; ambachtelijke zetterij, boekdrukkerij en boekbinderij
- (Berg)wandelwegen, landschap en natuur
- Vättner Steinskulpturenweg; beeldenroute met 12 steensculpturen van internationale kunstenaars[1]

## Overig
Tot het grondgebied van Vättis, hoort ook het zomerweide-gebied Vättnerberg op 1600m NAP; een hoogvlakte die oploopt tot de top van de Monta Luna. Het uitgestrekte weidegebied was vroeger alleen over zeer gevaarlijke bergpaden te bereiken. Tegenwoordig worden vee en materiaal met een kleine, vrijhangende kabelbaan 625 meter vrijwel steil omhoog getransporteerd (de kabel is 1064m lang). Gedurende het zomerseizoen is de kabelbaan op vaste tijden in de weekends (en op afspraak) ook voor toeristen in gebruik. De Vättnerberg is een geliefd wandelgebied vanwege het ontbreken van horeca-gelegenheden en de prachtige uitzichten over het Tamina-dal, het Rijn-dal, Liechtenstein en bij helder weer, zelfs het Bodenmeer.
Van Bad Ragaz naar Vättis rijdt overdag elk uur een bus (Postauto); in de zomer rijdt deze deels tot op de Gigerwaldstuwdam.
In de omtrek van Vättis bevinden zich enkele bergrestaurants en -hutten.